# Distrito histórico II de la Colonia de invierno de Aiken
Distrito histórico II de la Colonia de invierno de Aiken, es un distrito histórico ubicado en Aiken, Carolina del Sur, Estados Unidos.

## Historia
Es uno de los tres distritos asociados con la Colonia de Invierno de Aiken. Este distrito, con más de 100 propiedades, tiene aproximadamente tres veces más estructuras que el Distrito Histórico I. El Distrito II también ofrece una serie de impresionantes residencias y dependencias, así como la famosa posada Wilcox's. Las propiedades fueron construidas entre 1880 y 1930. Este distrito fue incluido en el Registro Nacional de Lugares Históricos el 27 de noviembre de 1984.